# スイトトラベル

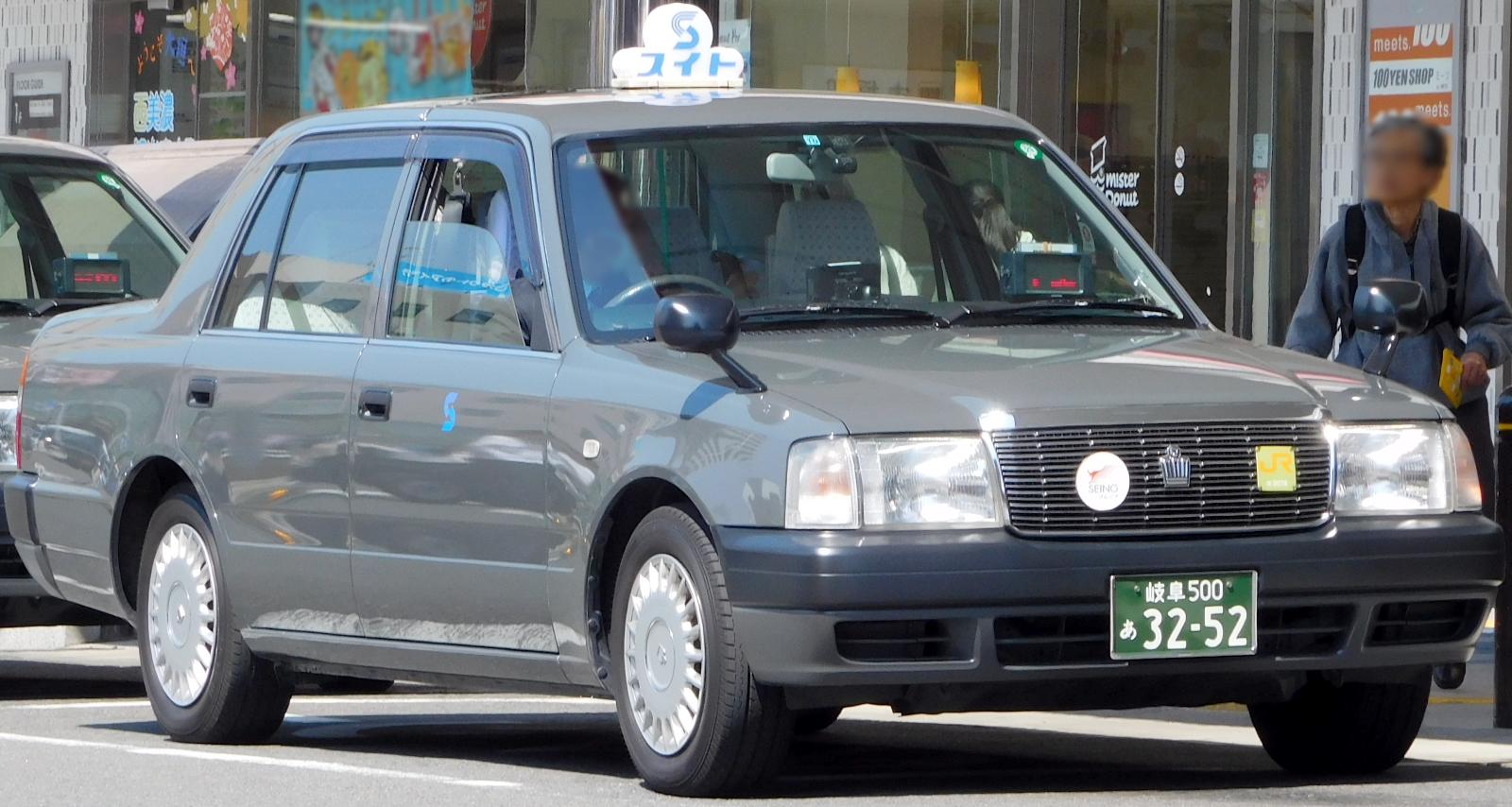
スイトトラベルのタクシー

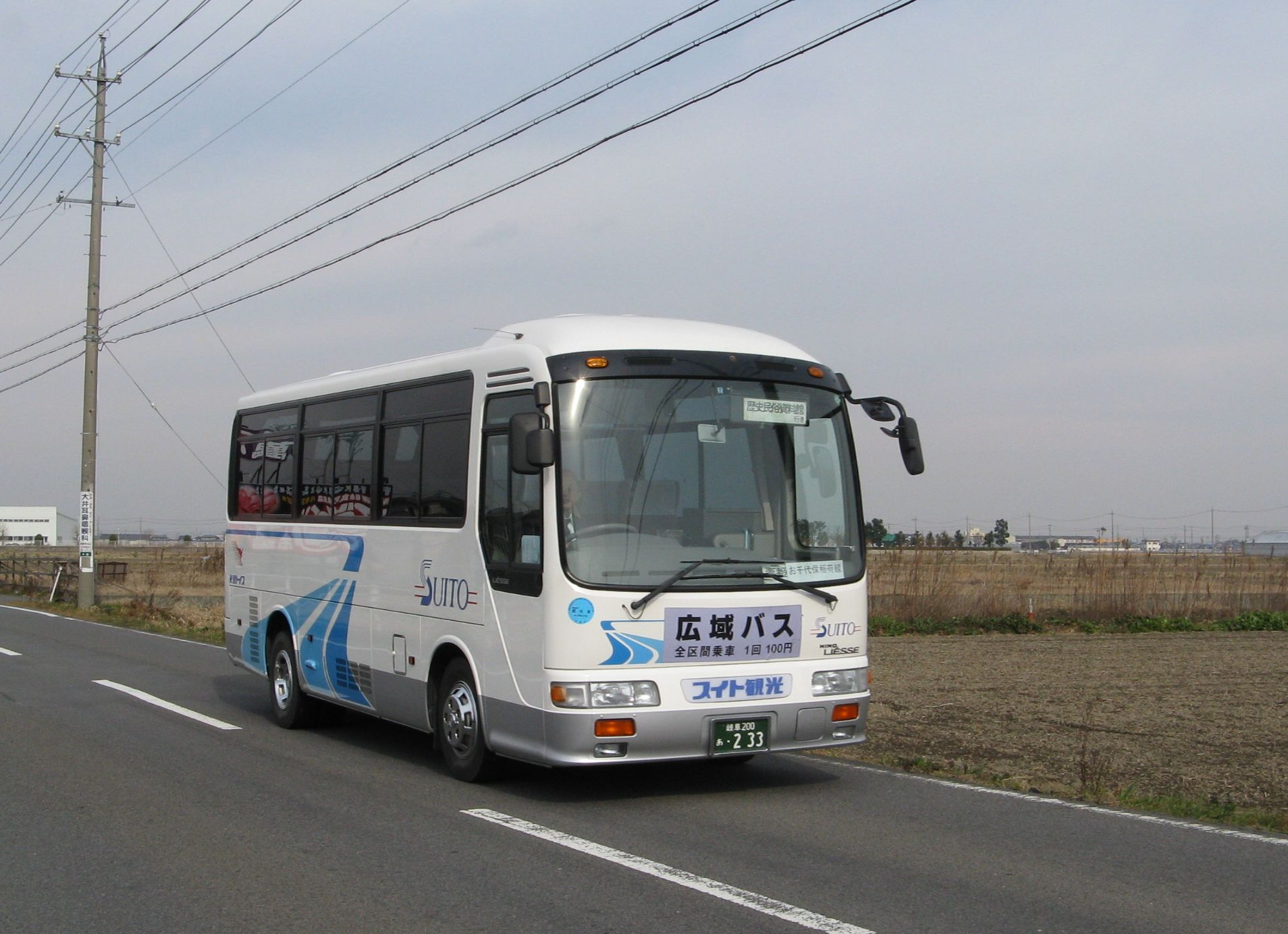
スイトタクシーが受託運行している海津市・羽島市の広域バス

スイトトラベル株式会社は、岐阜県大垣市に本社を置く、タクシー・ハイヤー・貸切観光バス・介護タクシーなどを経営する会社。また、旅行業、保険代理業も行っている。
西濃運輸グループ。

## 概要
1951年（昭和26年）設立。大垣市を中心とした西濃地区（大垣市、海津市、養老郡、不破郡、揖斐郡、安八郡）及び岐阜地区（羽島市など）を事業区域とする。
2009年（平成21年）11月1日に旅行業を営む同じセイノーグループの旭トラベルサービス株式会社と合併し、スイトタクシー株式会社より現商号に変更した。
2017年（平成29年）5月12日に岐阜市に本社を持つ日本タクシーから、新太田タクシー株式会社・多治見タクシー株式会社・可児タクシー株式会社の全株式を取得し子会社化した。
地方公共団体のコミュニティバスの運行委託も行っている。

## 本社所在地
- 岐阜県大垣市旭町3-11

## 拠点

### 本社
- 大垣（大垣市）

### 支店
- 大垣駅前支店（大垣市）

### 営業所
- 垂井（垂井町）
- 池野（池田町）
- 今尾（海津市）
- 羽島（羽島市）

### 待機所
- 郭町（大垣市）
- 鶴見町（大垣市）
- 大垣市市民会館前（大垣市）
- 荒尾町（大垣市）
- 久瀬川町（大垣市）
- 神戸（神戸町）
- 安八（安八町）

### 公共施設
- 大垣駅
- 美濃赤坂駅
- 垂井駅
- 岐阜羽島駅
- 岐阜協立大学
- 岐阜女子短大前
- 大垣市民病院
- 大垣徳洲会病院
- ヤナゲン大垣本店
- 平和堂アルプラザ
- イオンタウン大垣
- イオンモール大垣
- ソフトピアジャパン
- 大垣フォーラムホテル

## 子会社
- 新太田タクシー株式会社（美濃加茂市）
- 多治見タクシー株式会社（多治見市）
- 可児タクシー株式会社（可児市）

## コミュニティバス運行委託
- i-バス（千秋町コース、大和町・萩原町コース） - 一宮市
- 海津市コミュニティバス - 海津市
- 笠松町公共施設巡回町民バス - 笠松町
- 垂井町巡回バス - 垂井町